# Ellensburg
Ellensburg és una població dels Estats Units i seu del comtat de Kittitas a l'estat de Washington. Segons el cens del 2000 tenia 15.414 habitants.

## Demografia
Segons el cens del 2000, Ellensburg tenia 15.414 habitants. La densitat de població era de 903,1 habitants per km².
Per edats la població es repartia de la següent manera: un 15,8% tenia menys de 18 anys, un 39,3% entre 18 i 24, un 22,7% entre 25 i 44, un 12,8% de 45 a 60 i un 9,4% 65 anys o més.
L'edat mediana era de 24 anys. Per cada 100 dones de 18 o més anys hi havia 93,1 homes.
La renda mediana per habitatge era de 20.034 $ i la renda mediana per família de 37.625 $. Els homes tenien una renda mediana de 31.022 $ mentre que les dones 22.829 $. La renda per capita de la població era de 13.662 $. Aproximadament el 18,8% de les famílies i el 34,3% de la població estaven per davall del llindar de pobresa.

## Poblacions més properes
El següent diagrama mostra les poblacions més properes.